# بخش واشینگتن (شهرستان ماسکینگوم، اوهایو)
بخش واشینگتن (به انگلیسی: Washington Township) یک منطقهٔ مسکونی در ایالات متحده آمریکا است که در شهرستان ماسکینگام، اوهایو واقع شده‌است.
 بخش واشینگتن ۷۱٫۹ کیلومتر مربع مساحت و ۴٬۲۸۴ نفر جمعیت دارد و ۲۶۶ متر بالاتر از سطح دریا واقع شده‌است.